# Salina Cruz
Salina Cruz es una ciudad y puerto del estado de Oaxaca, ubicado en el Istmo de Tehuantepec, al sureste de México. La actual ciudad de Salina Cruz fue construida y poblada durante el Porfiriato, principalmente por inmigrantes chinos, sirios, filipinos, italianos e ingleses. Salina Cruz es una ciudad cosmopolita y de vocación industrial, alberga una refinería, un astillero, varias salineras y uno de los 10 puertos más importantes de México. Según el conteo de población y vivienda de 2020, la ciudad se coloca como la quinta más poblada del estado (detrás de Oaxaca de Juárez, San Juan Bautista Tuxtepec, Juchitán de Zaragoza y Santa Cruz Xoxocotlán) con una población municipal de 84,438 habitantes. La edad media de la población municipal es de 28 años, la edad media de los hombres es de 27 años y la edad media de las mujeres es de 29 años. 
Salina Cruz fue inicialmente una pequeña aldea y puerto natural compuesto de una población dedicada principalmente a la pesca y producción de sal; el arribo de embarcaciones al puerto natural de Salina Cruz era esporádico y de procedencia principalmente asiática, las mercancías arribadas eran transportadas por medios rudimentarios a poblaciones cercanas como Tehuantepec yJuchitán. Durante el Porfiriato se llevó a cabo la construcción de nueva infraestructura portuaria en Puerto México (Coatzacoalcos) y Salina Cruz, esto con el fin de crear un paso de mercancías entre ambos puertos, en Salina Cruz se realizó también la remoción del asentamiento existente para dar paso a una nueva ciudad, la actual ciudad de Salina Cruz. En 1907, Porfirio Díaz inauguró el puerto de Salina Cruz, un puerto moderno y a la altura de las necesidades contemporáneas, la entonces nueva ciudad de Salina Cruz dejaría de ser una pequeña localidad de pobladores Tehuanos para dar paso a una ciudad cosmopolita donde la mayoría de sus habitantes eran inmigrantes extranjeros. 
Actualmente la ciudad y puerto de Salina Cruz es el centro industrial del estado mexicano de Oaxaca dada la presencia de la refinería Ing. Antonio Dovalí Jaime y aunque el puerto ha limitado sus operaciones a operaciones petroleras se espera que su movimiento comercial se exponencíe debido al proyecto existente de rehabilitación de la vía interoceánica, el Corredor Interoceánico del Istmo de Tehuantepec.

## Economía y servicios

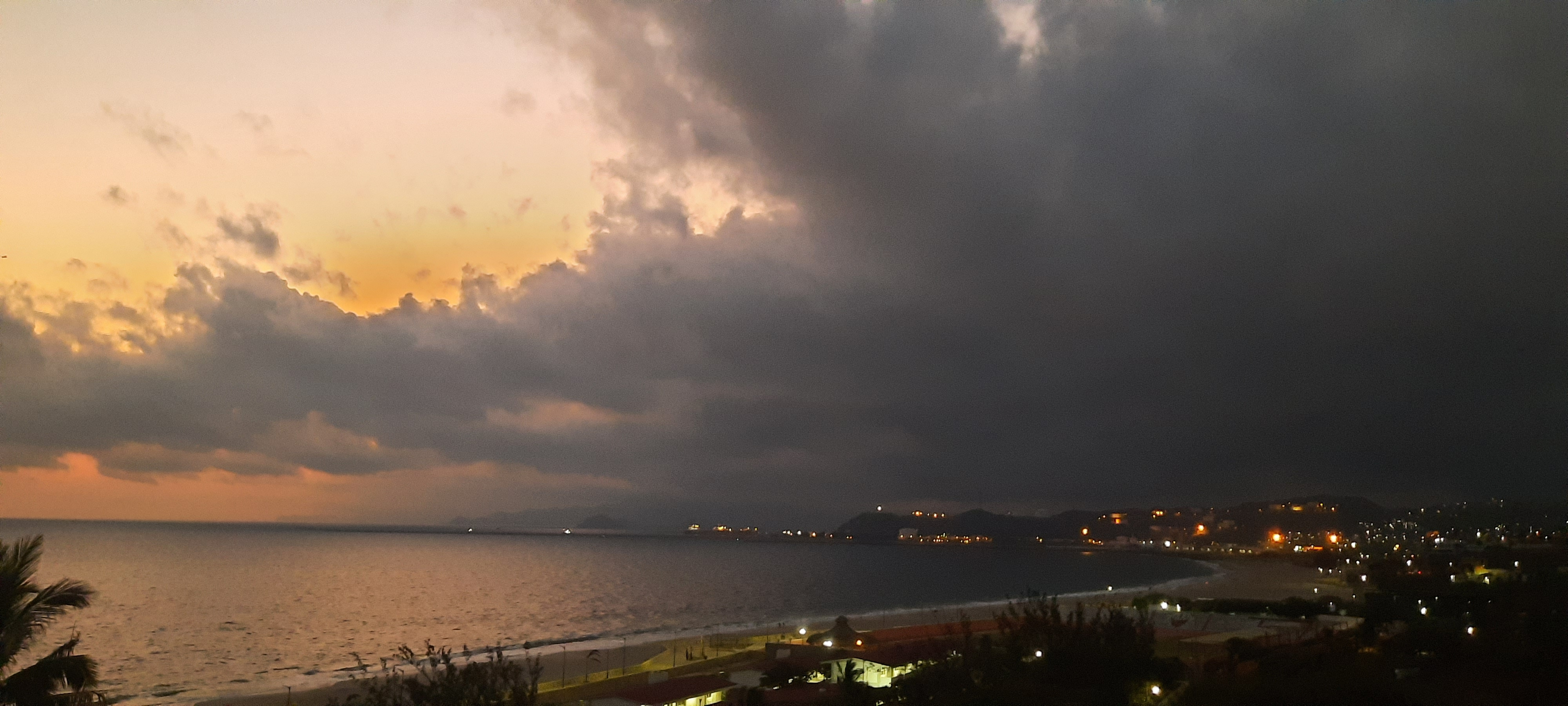
Atardecer en el puerto de Salina Cruz. En la foto se puede observar, al fondo, parte de la terminal marítima de Petroleos Mexicanos, encargada de la distribución marítima de productos petrolíferos al litoral del Pacífico mexicano, desde Baja California hasta Guerrero.

Salina Cruz fue inicialmente un puerto pesquero y comercial, el cual inició dando albergue a diferentes embarcaciones pertenecientes a diversas cooperativas, quienes ofrecían trabajo a la mayoría de sus habitantes. 
En la actualidad es considerado el centro industrial del estado de Oaxaca, debido a la presencia de la Refinería 'Ing. Antonio Dovalí Jaime' de Petróleos Mexicanos, la cual brinda trabajo a una parte de la población, beneficiando la economía directa e indirectamente de la ciudad. También es considerado un puerto de altura y cuenta con el puerto petrolero más importante del Pacífico mexicano, además de las actividades mercantiles que se llevan a cabo a través de la 'Administración del Sistema Portuario Nacional Salina Cruz' la cual es una empresa paraestatal mexicana, que ofrece servicios de atraque, maniobras portuarias, muellaje, renta de equipo, servicio de almacenaje, servicio de pesaje, servicio de puerto, consolidación / desconsolidación y uso de consolas para contenedores refrigerados.
El Astillero número 10 de la Secretaría de Marina y La Décima Cuarta Región Naval son también fuentes generadoras de empleos. El Astillero número 10 de la Secretaría de Marina posee el dique seco más grande de Latinoamérica, un muelle de reparaciones a flote y un sincroelevador accionado por 28 motores electrosincrónicos para la reparación y construcción naval.
La ciudad cuenta con distintos servicios de transporte público, tal como el transporte suburbano colectivo que conecta la zona centro de Salina Cruz con diversos barrios y colonias, así como a las cuatro agencias municipales: Salinas del Marqués, Ensenada de la Ventosa, Boca del Río y San José del Palmar.
El transporte foráneo, lo comunica vía directa, hacia la Ciudad de México y a la capital del Estado por el oeste; Huatulco y toda la región de la costa, por el suroeste; A Coatzacoalcos y Acayucan, Veracruz, por el norte; misma vía que entronca la desviación hacia Tuxtla Gutiérrez y Tapachula, Chiapas, colocándola así como una de las ciudades mejor comunicadas del estado.
Los servicios médicos con los que cuenta es el hospital civil, el centro de salud, clínica del ISSSTE, centro médico del Seguro Social, Hospital del Servicio Médico de Petróleos Mexicanos, Hospital Naval, el dispensario de la Cruz Roja y clínicas privadas.
Cuenta con una oficina de correos y telégrafos, servicio telefónico local e internacional, agua potable, alumbrado público, drenaje, alcantarillado, limpia y policía municipal, estatal y federal. 
En la ciudad también se encuentra la Estación Aeronaval de Salina Cruz en la cual se realizan únicamente operaciones de tipo militar.

## Comercio
Salina Cruz se ha convertido en la segunda ciudad con más crecimiento económico en el Estado de Oaxaca, aunque si bien con un nivel de comercio por detrás de la capital oaxaqueña, este lleva actualmente un ritmo de crecimiento acelerado. Si bien es sabido que Salina Cruz siempre ha sido un punto de inversiones para muchas empresas, actualmente estas se han visto más impulsadas por el papel tan importante que Salina Cruz juega en el Corredor Interoceánico del Istmo de Tehuantepec.
La economía principal de esta ciudad y puerto es mayoritariamente generada por la refinería Ing. Antonio Dovalí Jaime', la cual es una de las más importantes del país, pues recibe producto proveniente del golfo mexicano, para abastecer la demanda de combustible en el sureste del país. El puerto es considerado uno de los más importantes del pacífico mexicano debido al movimiento de granel agrícola, granel mineral, carga contenerizada, carga sobredimensionada y sobre todo derivados del petróleo, entre otros.
Salina Cruz actualmente cuenta con supermercados y plazas comerciales ya establecidas que alojan a muchas empresas nacionales y transnacionales, sin contar aquellas que se encuentran en construcción o planificación, dando así continuidad a la actividad económica de la ciudad.
Salina Cruz posee un futuro brillante a nivel estatal, nacional e internacional perfilándose cada vez más como la ciudad más productiva del estado.

## Geografía

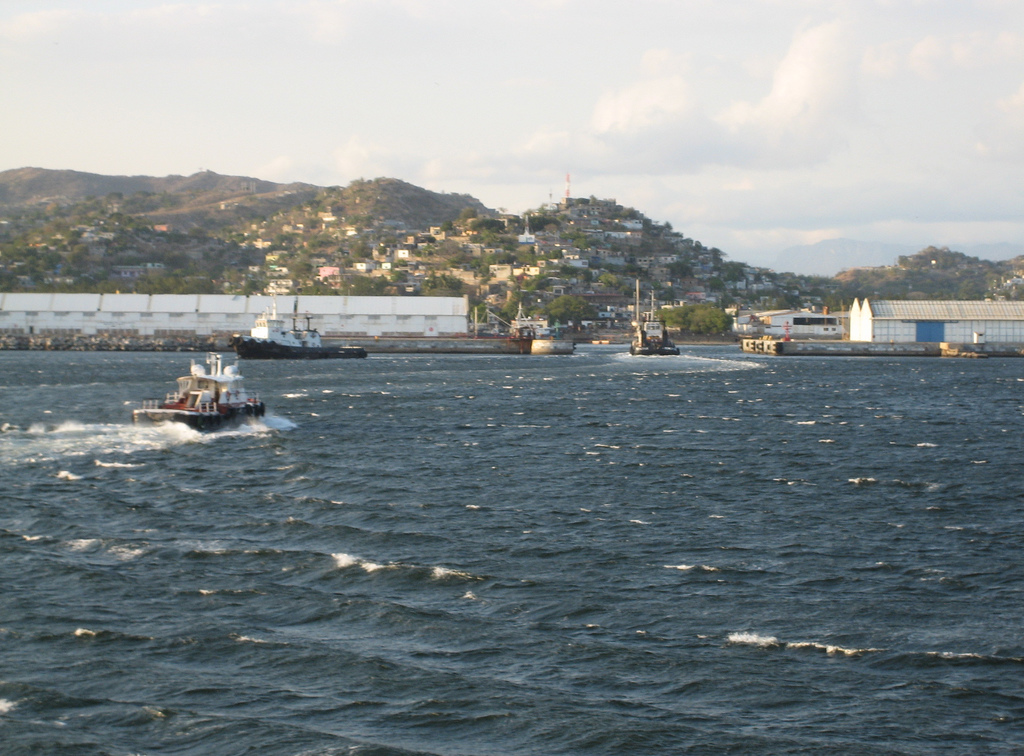
El puerto de Salina Cruz: el puerto petrolero más importante del Pacífico mexicano y uno de los 10 puertos comerciales más importantes de México.

La ciudad y puerto de Salina Cruz, Oaxaca, se localiza en la parte norte del océano Pacífico, y al sur del golfo de México, en situación geográfica latitud norte 16°09′30″ y longitud este 95°11′30″, y está catalogado como puerto de altura, así mismo se le puede considerar como puerto de Cabotaje, Comercial, Pesquero y Petrolero. El municipio de Salina Cruz colinda al este con los municipios de San Pedro Huilotepec y San Mateo del Mar, al norte con el municipio de San Blas Atempa, al este con el municipio de Santo Domingo Tehuantepec y al sur con el Océano Pacífico, exactamente con el Golfo de Tehuantepec.
El área urbana tiene 2191,50 hectáreas, que representa el 0,1407 % del territorio total del estado de Oaxaca.
Salina Cruz carece de la presencia de grandes elevaciones, aunque la existencia de cerros en su periferia es considerable. La ciudad está situada en el golfo de Tehuantepec y, por lo tanto, se halla rodeada por playas. El puerto se encuentra a una altitud de 40 m s. n. m. (metros sobre el nivel del mar). En cuanto a la población, Salina Cruz es la quinta ciudad más poblada del estado. Posee un clima cálido de vientos moderados e intensos, con lluvias en verano, otoño e invierno.
Al este de Salina Cruz, en la localidad de Boca del Río, desemboca el Río Tehuantepec, sobre la bahía de La Ventosa.

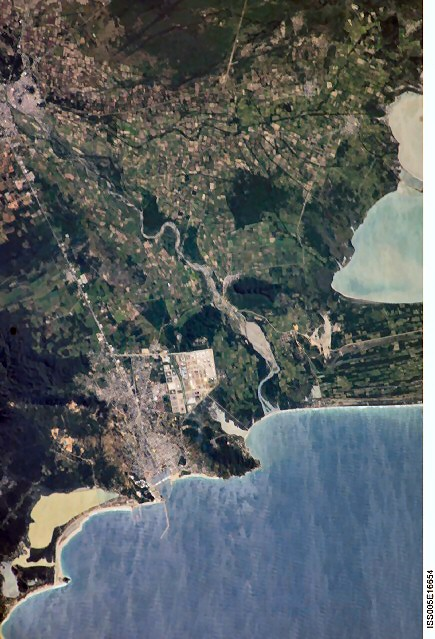
Vista Satelital de Salina Cruz y la desembocadura del río Tehuantepec

### Clima
| Parámetros climáticos promedio de Salina Cruz | Parámetros climáticos promedio de Salina Cruz | Parámetros climáticos promedio de Salina Cruz | Parámetros climáticos promedio de Salina Cruz | Parámetros climáticos promedio de Salina Cruz | Parámetros climáticos promedio de Salina Cruz | Parámetros climáticos promedio de Salina Cruz | Parámetros climáticos promedio de Salina Cruz | Parámetros climáticos promedio de Salina Cruz | Parámetros climáticos promedio de Salina Cruz | Parámetros climáticos promedio de Salina Cruz | Parámetros climáticos promedio de Salina Cruz | Parámetros climáticos promedio de Salina Cruz | Parámetros climáticos promedio de Salina Cruz |
| Mes                                           | Ene.                                          | Feb.                                          | Mar.                                          | Abr.                                          | May.                                          | Jun.                                          | Jul.                                          | Ago.                                          | Sep.                                          | Oct.                                          | Nov.                                          | Dic.                                          | Anual                                         |
| --------------------------------------------- | --------------------------------------------- | --------------------------------------------- | --------------------------------------------- | --------------------------------------------- | --------------------------------------------- | --------------------------------------------- | --------------------------------------------- | --------------------------------------------- | --------------------------------------------- | --------------------------------------------- | --------------------------------------------- | --------------------------------------------- | --------------------------------------------- |
| Temp. máx. abs. (°C)                          | 32                                            | 33                                            | 35                                            | 36                                            | 36                                            | 36                                            | 35                                            | 36                                            | 35                                            | 33                                            | 34                                            | 33                                            | 36                                            |
| Temp. máx. media (°C)                         | 29                                            | 29                                            | 30                                            | 31                                            | 32                                            | 31                                            | 31                                            | 31                                            | 30                                            | 30                                            | 30                                            | 29                                            | 30.3                                          |
| Temp. media (°C)                              | 25                                            | 25                                            | 26                                            | 27                                            | 28                                            | 28                                            | 27                                            | 28                                            | 26                                            | 26                                            | 26                                            | 25                                            | 26.4                                          |
| Temp. mín. media (°C)                         | 22                                            | 22                                            | 23                                            | 24                                            | 25                                            | 25                                            | 24                                            | 25                                            | 23                                            | 23                                            | 23                                            | 22                                            | 23.4                                          |
| Temp. mín. abs. (°C)                          | 16                                            | 17                                            | 17                                            | 18                                            | 21                                            | 18                                            | 20                                            | 20                                            | 20                                            | 18                                            | 16                                            | 17                                            | 16                                            |
| Precipitación total (mm)                      | 0                                             | 0                                             | 10                                            | 10                                            | 80                                            | 290                                           | 110                                           | 130                                           | 170                                           | 100                                           | 20                                            | 0                                             | 970                                           |
| Días de precipitaciones (≥ 1 mm)              | 1                                             | 1                                             | 1                                             | 1                                             | 6                                             | 15                                            | 9                                             | 11                                            | 10                                            | 6                                             | 2                                             | 1                                             | 70                                            |
| [cita requerida]                              |                                               |                                               |                                               |                                               |                                               |                                               |                                               |                                               |                                               |                                               |                                               |                                               |                                               |

## Toponimia
El origen del nombre que se le ha dado a este puerto se pierde entre la historia y la leyenda. La historia nos dice que en 1527, Hernán Cortés llegó a las costas del Istmo de Tehuantepec y desde entonces, al conocer la bahía de la ventosa, previo a una ruta marítima fundó en este lugar un astillero donde se construyeron las embarcaciones que le sirvieron para conocer y conquistar las tierras de las costas de la Baja California (hoy Mar de Cortés) y como un recuerdo de estas hazañas existe aún en el puerto de Salina Cruz.

## Fundación
Por los datos registrados, puede decirse que fueron los huaves; siendo desplazados por las otras tribus que emigraban de norte a sur de culturas más desarrolladas. en busca de la caza y la pesca, hombres de sangre zapoteca corpulentos y gruesos se establecieron a mediados del siglo XIX cerca del mar, construyendo sus chozas de carrizo verde, palmas y varas de capulín.
Salina Cruz, fue fundada por los españoles a cuyo mando venía Pedro de Alvarado, en el año de 1522 el día 3 de mayo, la bautizó con el nombre de "Salina de la Santa Cruz" por ser el día de la santa cruz.
Transcurre el tiempo y el 12 de mayo de 1871, asciende a puerto de altura el embarcadero de la Santa Cruz, ubicado en puerto Cortés dando origen este acontecimiento histórico, a las fiestas del pueblo de Salina Cruz, en honor a la Santa Cruz. La actual ciudad de Salina Cruz fue construida por la compañía inglesa S. Pearson & Son Ltd. durante el Porfiriato.

## Historia

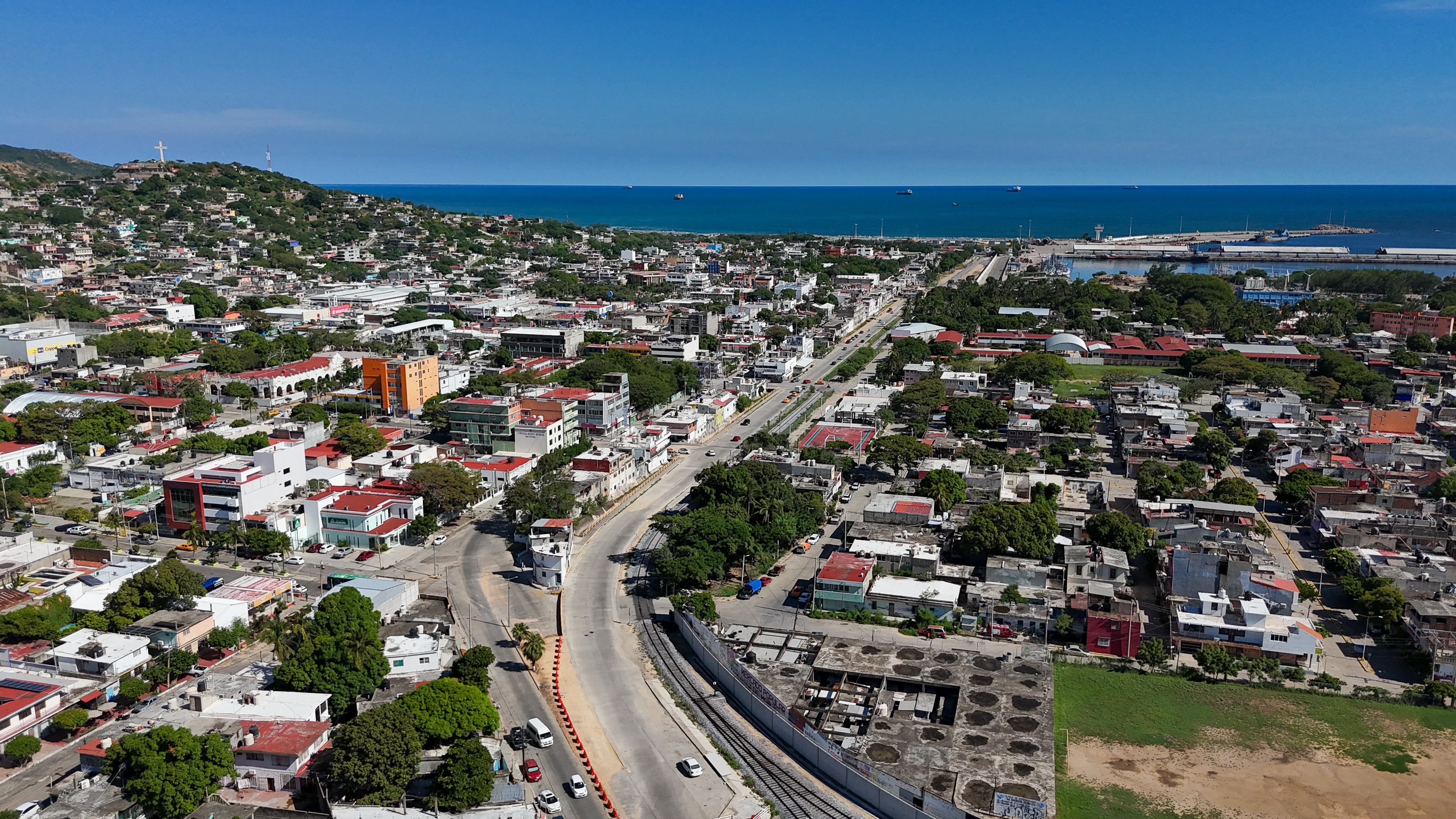
Vista aérea de Salina Cruz.

El origen del nombre de este puerto se pierde entre la historia y la leyenda. La leyenda cuenta que los primeros pobladores que llegaron a este litoral eran hombres y mujeres provenientes de Tehuantepec, de origen Huaves, Chontales, Zoques, quienes a su vez fueron desplazados por zapotecas y mixtecas; que se establecieron en diferentes tiempos y lugares. Estas civilizaciones contaban con marcada influencia de la cultura olmeca, quienes se encontraban como exploradores nómadas para ampliar su poderío, su fuerza y desarrollo cultural, y, atraídos por la explotación de la laguna Colorada Ike-sidi-bia que les brindaba peces y otros productos marinos cuando estaba llena, y sal cuando el agua de la laguna se agotaba, se asentaron en este lugar. Posteriormente, con las conquistas hispánicas, llegaron misioneros católicos a evangelizar a la población siendo rechazados por los lugareños, éstos, ante el rechazo de los pobladores, trataron de ganar su afecto a través de la fe, y por ello una noche tramaron formar en medio de la laguna cuajada en sal una cruz la cual al verla los nativos constituyó un milagro que los hizo aceptar la fe católica siendo este el motivo del nombre sal y cruz unificado en Salina Cruz.
Los zapotecas llegaron a formar y conservar su imperio mucho tiempo, en Guiengola, hasta el arribo de los hombres blancos y barbados, capitaneados por el intrépido y voraz conquistador, Hernán Cortés. La historia dice que en 1527, Hernán Cortés llegó a las costas del istmo de Tehuantepec y desde entonces, al conocer la bahía de la Ventosa, previó una ruta marítima, fundando en este lugar un astillero y un faro, en la cima del cerro El Morro (1528), alimentado con aceite de tortuga dadas las buenas condiciones geográficas que les brindaba la madre naturaleza. Ahí fue donde se construyeron las embarcaciones que le sirvieron para conocer y conquistar las tierras de las costas de la Baja California, hoy golfo de Cortés y como un recuerdo de estas hazañas existe aun en el puerto de Salina Cruz el faro de Cortés. En mayo de 1527 Cortés envió al rey de España una carta de relación donde le informaba que había preparado tres navíos que al mando de Álvaro de Saavedra Cerón partieron de las costas de Tehuantepec para conquistar las islas Molucas.
En 1529 otra nave más construida en la bahía de la Ventosa al mando de Diego de Ocampo, viajó a Callao, Perú estableciéndose después en una ruta México-Perú.
En 1532 por indicaciones de Cortés fueron preparados dos barcos, capitaneados por Hernando de Grijalva y Diego Becerra con la misión de descubrir nuevas tierras en las costas de la mar del sur. En 1533 tres naves fueron armadas (San Tomas, Santa Águeda y San Lázaro) en las costas de Tehuantepec partiendo por órdenes de Cortés al puerto de Chinameta. En 1534 de Tehuantepec partió la expedición de Hernando de Grijalva hacia California (véase Expedición de Grijalva al Pacífico ecuatorial).
Por otros historiadores se sabe que el 6 de junio de 1528 Hernán Cortes recibió el título de “Marqués del Valle” cediéndole el rey de España las tierras conquistadas desde Cuernavaca hasta el istmo de Tehuantepec, cuya área abarcaba el puerto que se encontraba instalado en lo que ahora es la Ventosa, suceso conocido como “Puerto Cortés”.
En 1531 el conquistador fue privado de este derecho debido a que el conquistador entró en conflicto con el ayuntamiento de Antequera al defender a Francisco de Paz a quien él nombró Alcalde Mayor y de quien el Ayuntamiento se quejaba por abusos de autoridad en su alcaldía.
Cortés objetó ante el Consejo de Indias la determinación de la Real Academia, entablándose en el litigio que duró 29 años; en 1560 el fallo fue a favor de Cortés y como este ya había fallecido, el rey de España, Felipe II, reconoció como heredero a don Martín Cortés, hijo del conquistador, de todos los derechos sobre las villas, lugares y aldeas que fueron adjudicados a su padre.
En este fallo la Cédula Real decía que Tehuantepec con sus objetos que es puerto en el mar del Sur se guardaba para la Corona Real por lo que el Gobierno Virreinal tomó posesión del Puerto por su importancia para el comercio por el mar del Sur y conquistas en Asia y Oceanía.
Ya siendo parte del México independiente, el puerto de Salina Cruz surge a raíz de las investigaciones realizadas para construir una central metro cerámica en el istmo de Tehuantepec a través de las cuales se llegó a la conclusión de que el embarcadero de la Santa Cruz era el mejor lugar para construir un puerto artificial, por medio de un Decreto Presidencial se ordenó que las oficinas gubernamentales que tenían su asiento en la Ventosa se trasladaran a Salina Cruz y el entonces presidente Benito Juárez García en un 10 de mayo de 1871 lo declaró legalmente como Puerto de Altura. Desde entonces se celebra, según la costumbre, una fecha fastuosa con 3 días de fiesta 10, 11, y 12 de mayo.
Al año siguiente, el 5 de febrero de 1872, nace Salina Cruz como puerto, la que fue una aldea, una congregación de humildes pescadores, por disposición del superior gobierno, quien se comprometió, oficialmente, a promover el desarrollo comercial y económico de la entidad, inicia su alborada. Acontecimiento de mucha trascendencia. Dirigía los destinos de la patria, el ilustre mexicano, paladín del pensamiento liberal, Benito Pablo Juárez García.
A finales del siglo XIX y en los albores del siglo XX, Salina Cruz crece aceleradamente, con motivos de la vía férrea Salina Cruz- Coatzacoalcos, trabajadores de otras latitudes del mundo, los ferrocarriles transístmicos no se dan abasto para el transporte de pasajeros y materiales, ya que la compañía inglesa Pearson planifica, construye el puerto y la ciudad, a partir de 1894; el comercio es notorio, la población asciende a 738 habitantes (1 de diciembre de 1900), influyendo a los integrantes del campamento de trabajadores.
El 20 de enero de 1901, Salina Cruz deja de ser agencia municipal para convertirse en el municipio libre, teniendo el alto honor y gran compromiso histórico de ser el primer presidente municipal del puerto, el Dr. Roberto Medina Jiménez. Así mismo, el registro civil comienza a controlar los nacimientos y defunciones de esta naciente ciudad, con un progreso relevante para unir el Océano Atlántico con el Pacífico, a través de puerto México, Veracruz, y el puerto de Salina Cruz, Oaxaca.
El puerto de Salina Cruz, fue considerado municipio libre desde el 20 de enero de 1901. En el puerto de Salina Cruz el 35% de habitantes son nativos, y el 65% de población originaria de diferentes partes de la República y de otras latitudes del mundo. Sus colindancias son, al norte, con los municipios de Santo Domingo Tehuantepec y San Blas Atempa: al sur con el Golfo de Tehuantepec, al este; con los municipios de San Mateo del Mar, San Pedro Huilotepec y el Golfo de Tehuantepec y al oeste con el municipio de Santo Domingo Tehuantepec.
La historia moderna empieza a finales de los años 1970 con la construcción y puesta en marcha de la Refinería "Ing. Antonio Dovalí Jaime" de Petróleos Mexicanos, en donde se refinan hasta 330 mil barriles por día de petróleo crudo extraído en el país y se exporta a todo el mundo a través de barcos petroleros que llegan y se abastecen en boyas ubicadas en alta mar; es por esto que el puerto se ha convertido en uno de los más importantes a nivel nacional y es reconocido a nivel mundial.
A principios del 2012, grandes inversiones llegaron al puerto que levantaron el ánimo de la ciudadanía, con un gran repunte en el aspecto económico y social, con estas inversiones se inició la construcción de una de las tiendas departamentales más importantes del país, Liverpool, y también de supercentros comerciales como Sam's Club y Walmart. A finales del año 2012 se inauguró la primera plaza comercial de la ciudad llamada Pabellón Salina Cruz, también a esta plaza se le suma el proyecto de "Galería Metropolitana del Istmo" conformada por Soriana, Cinepolis y Home Depot; "Galerías Istmo" conformada por Liverpool que actualmente ya opera en el puerto. La ciudad, hoy por hoy, se considera una de las más importantes del sur por su industria petrolera y pesquera, y próximamente comercial y social.
El 14 y 15 de junio de 2017 hubo un Incendio en la Refinería  Antonio Dovalí Jaime ocasionada por la acumulación de gases en uno de los ductos, lo que causó que se reavivara el incendio que el día anterior se había registrado por una ignición de combustible y aceite acumulada por la inundación que se reportó el martes pasado tras la tormenta Calvin.
El 7 de septiembre de 2017 el Terremoto de Chiapas de 2017 sacudió la ciudad junto con otras poblaciones aledañas como Santo Domingo Tehuantepec, Juchitán de Zaragoza y otras ciudades de la región; en consecuencia, en la refinería "Antonio Dovalí Jaime" ocurrió una explosión derivada del movimiento telúrico, sin embargo, la instancia de Protección Civil del estado informó que no hubo daños graves derivados del estallido. Construcciones antiguas e importantes como el Palacio Municipal, el Palacio Federal, el Mercado Principal "Ignacio Zaragoza", entre otras, quedaron muy afectadas, terminando esta última con su inevitable demolición.
El martes 21 de marzo de 2023, el Gobierno de México, anunció la construcción de una planta coquizadora al interior de la refinería, cuya función principal es convertir el combustóleo en gasolinas y obtener diésel del bajo azufre. La inversión será de al menos 10 mil millones de pesos, y se espera que los trabajos concluyan en septiembre de 2024.

## Reconstrucción
A un año del sismo del 7 de septiembre de 2017, que devastó gran parte de la infraestructura pública en el istmo de Tehuantepec, Oaxaca, En Salina Cruz, se entregó el nuevo mercado "Ignacio Zaragoza", cuya rehabilitación costó alrededor de 35 millones de pesos.
El 10 de abril de 2022 iniciaron los trabajos de demolición del antiguo palacio municipal, el edificio fue construido en la década de 1950 y dañado en el sismo del 7 de septiembre de 2017. El nuevo palacio municipal lleva un avance de más del 90%, ha tenido una inversión de 77 millones de pesos. La reconstrucción está a cargo del gobierno federal, a través de la Secretaría de Desarrollo Agrario Territorial y Urbano (Sedatu).
La reconstrucción de esta obra busca beneficiar a más de 2,000 personas directamente y a toda la población del Istmo, ya que es uno de los más importantes centros de abasto del municipio y sus alrededores, indicó la fundación a través de un comunicado.

## Industria
Salina Cruz es la ciudad más relevante del estado de Oaxaca en el aspecto  industrial; este municipio alberga el 89.3% de la producción manufacturera de la entidad, esto se debe principalmente a la refinación de petróleo, misma que se realiza en la refinería Ing. Antonio Dovalí Jaime, la cual es la más grande del Sistema Nacional de Refinación y la tercera más grande de Latinoamérica; Salina Cruz concentra el 74% de la producción bruta del estado y 27% del valor agregado censal bruto. Tan solo la aportación en el rubro “Fabricación de productos derivados del petróleo y del carbón” que registra el municipio representa el 72.2% y 21.5% de la producción bruta y valor agregado censal bruto de la entidad, respectivamente. Las actividades económicas de Salina Cruz se concentran en el sector terciario. Más de la mitad de la población de este municipio se ocupa en las actividades relacionadas con el comercio (33%) y otras actividades vinculadas al sector servicios (18%), incluyendo hoteles y restaurantes (10%). Por su parte, las actividades de mayor valor agregado, como las industrias manufactureras, concentran al 21% del personal ocupado del municipio. Esta concentración de la fuerza laboral es similar a la nacional, donde casi una cuarta parte de la población ocupada labora en industrias manufactureras, y las proporciones en el sector comercio (30%) y servicios de alojamiento temporal y preparación de alimentos y bebidas (9%) son sólo ligeramente inferiores. No obstante, esta situación se explica por el impacto de la refinería que opera en el municipio (la refinación de petróleo concentra el 89.3% de la producción total manufacturera del estado), y a que la actividad económica industrial está desproporcionalmente concentrada en tres empresas que aportan más del 90% de dicha actividad en todo el estado.
Todo esto se ha visto reflejado en la baja marginación social del municipio, pues este cuenta con un índice de marginación social de -1.34642 y ocupa como municipio el puesto 563 de los 570 en marginación social del estado de Oaxaca.
El 7 de marzo de 2012 fue inaugurado el primer túnel del estado de Oaxaca "Túnel Salina Cruz" en la carretera nacional Pinotepa Nacional-Salina Cruz, este se encuentra justo a la entrada del puerto y cuenta con 500 metros de longitud.

## Infraestructura

### Refinería Ing. Antonio Dovalí Jaime
La Refinería Ing. Antonio Dovalí Jaime tiene su localización en este municipio, fue inaugurada el 4 de agosto de 1974, se distribuye en una superficie de 767 ha con un total de 56 áreas de proceso y es la responsable del suministro gasolina, diésel, turbosina, gasavión, combustóleo, entre otros, a los puertos de Acapulco, Lázaro Cárdenas, Manzanillo, Mazatlán, y demás. Así también, desde esta se produce y exporta crudo y combustóleo a países como Japón, Estados Unidos, República de China y Singapur; además de proveer a las terminales de almacenamiento de Oaxaca, Tuxtla Gutiérrez.

### Terminal Marítima

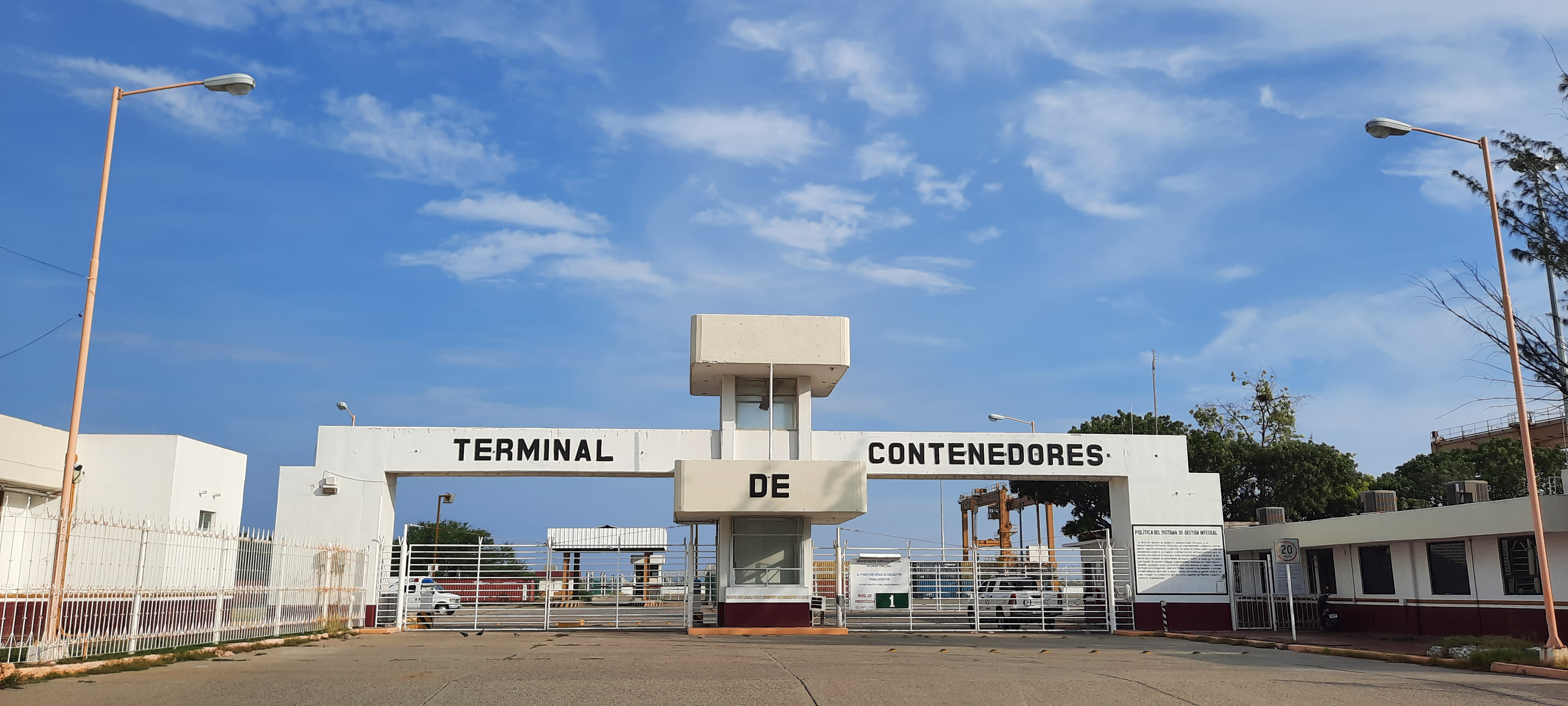
Terminal de Contenedores del Puerto de Salina Cruz, localizada al interior de la Administración del Sistema Portuario Nacional (ASIPONA)

La Terminal de Almacenamiento y Servicios Portuarios (TASP) de Salina Cruz inició operaciones el 22 de agosto de 1974 y es considerada  la terminal petrolera marítima del pacífico mexicano más importante y la segunda a nivel nacional, cuenta con una capacidad de almacenaje de 1,400,000 barriles de destilados del petróleo, esta registró un monto total de 5,984,876.00 USD en exportaciones de petróleo y derivados con 203 buques arribados en el 2019; Cuenta con una plantilla laboral de 617 trabajadores, una capacidad de instalación de 33 tanques atmosféricos, 2 muelles, 3 monoboyas, 2 amarraderos convencionales, 5 brazos de carga marinos, 9 patines de medición y 94 km de ductos; al se efectúan en promedio un total de 800 operaciones portuarias con volúmenes de carga de más de 106 millones de barriles al año, haciendo de esta instalación la número uno del océano Pacífico en movimiento de hidrocarburos y la número dos a nivel nacional.

## Proyectos

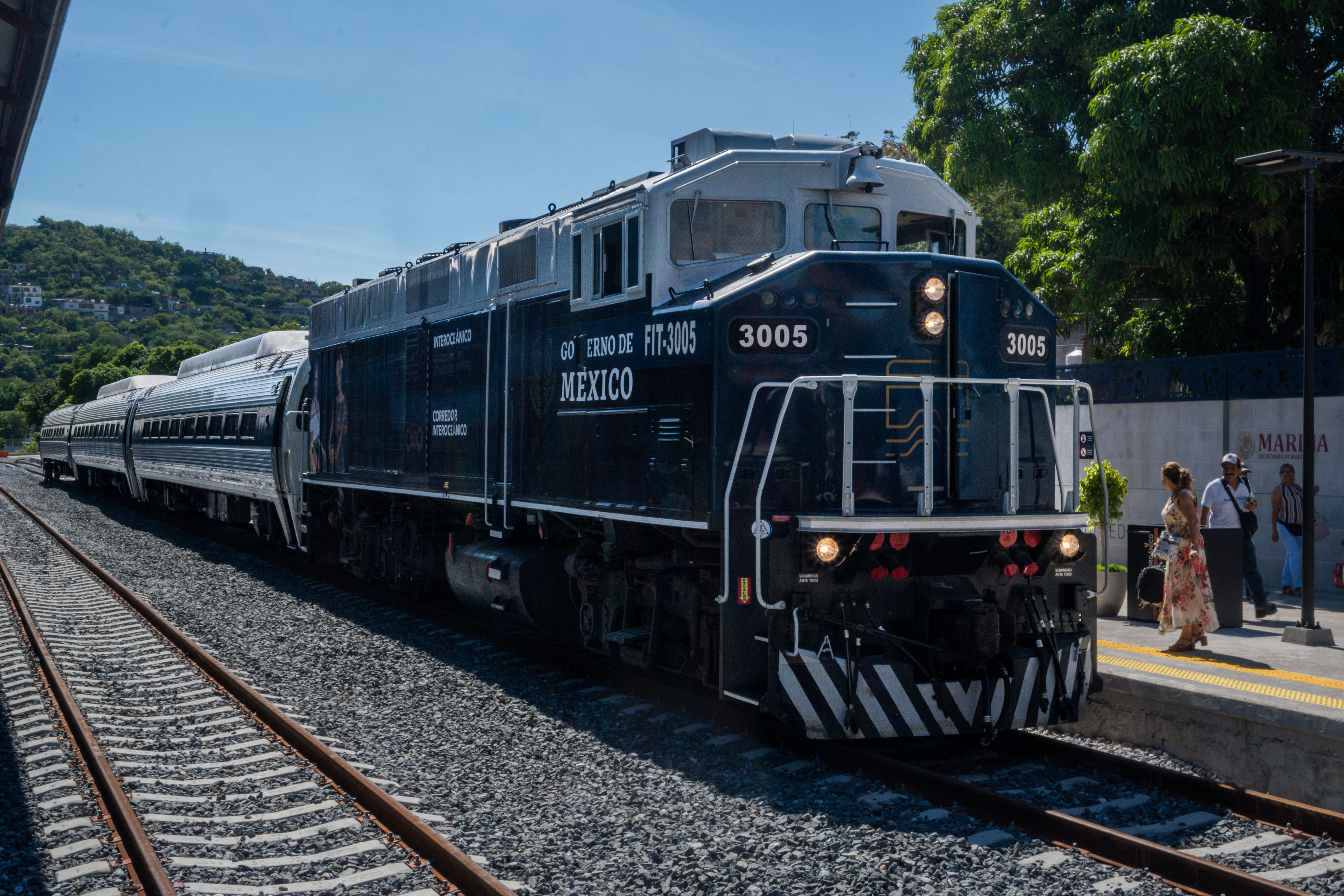
Tren Interoceánico arribando a la estación Salina Cruz.

#### Corredor Interoceánico del Istmo de Tehuantepec
El Corredor Interoceánico del Istmo de Tehuantepec (CIIT) es un proyecto del gobierno federal nacido en 2019, este plantea la posibilidad de transportar ferroviariamente mercancía del Océano Pacífico al Océano Atlántico través de las privilegiadas características geográficas del Istmo de Tehuantepec. Para esto se contempla un gran número de inversiones y mejoras en la infraestructura del Istmo de Tehuantepec.

## Cultura
A pesar de carecer de un legado prehispánico en Salina Cruz se ha acogido arraigadamente celebraciones y costumbres autóctonas del Istmo de Tehuantepec, tal como las 'velas Istmeñas' y las 'calendas' además de distintas ceremonias tradicionales realizadas en honor a diversos santos. La festividad de mayor relevancia en la localidad es la "Fiesta Pueblo" llevada a cabo el 12 de mayo y cuyo origen y motivo es incierto y discutido. 
Parte importante de la cultura y tradición salinacrucense son las 'mayordomías', festividades organizadas por una pareja, comúnmente un matrimonio, los llamados mayordomos, quienes son los encargados de coordinar todas las actividades de la celebración, la cual suele desarrollarse en torno a una fecha central, basada en el santoral o el calendario de santos. Las festividades de este tipo suelen dividirse en baile velorio, día del Santo y lavado de olla, aunque cuando la fiesta es grande se hacen también baile de gala, coronación y shiveo; y tal como la "Fiesta Pueblo" son de las celebraciones más importantes y significativas del año.
Las mayordomías principales de la ciudad son San Francisco de Asís, Santa Rosa de Lima, San Diego de Alcalá, y la vela 20 de mayo. Aunque hay muchas otras como La candelaria, San Martín de Porres, Virgen de Guadalupe, San Pablo Apóstol, San Pedro, San José del Palmar, San José Patriarca, Esquipulas, Viernes Santo y Primer viernes, entre otras.
Otra festividad popular es la "Rama", esta es propiamente una rama de árbol adornada con escarcha y espirales de colores metálicos, eso es suficiente para poner en marcha una latería estruendosa que toca las más rítmicas canciones que estuvieran de moda para salir a bailar y disfrutar por todas las calles de la colonia. Toda clase de ropa familiar, es escogida por el grupo de actores infantiles que participarían en esta festividad tan picaresca. Con atuendos tan distintivos de hombres y mujeres, se está presto para recibir monedas que esperan en cada rincón de la colonia, por modesta que fuera. Las canciones que más se cantan son las tropicales, pues así se lucían las parejas compuestas por hombres y mujeres, con graciosas máscaras y entre meneos de protuberantes "sentaderas" y de exagerados senos, se hace un rompimiento de globos y confetis lanzados por las familias que se distraen y deleitan con tanta picardía. Por lo regular los hombres se vestían de mujer y las mujeres de hombres, pero también cada uno podía tomar su respectivo papel referente a los sexos. A ritmo de los músicos y bailando, cantan con singular alegría. Todo esto sucede mucho antes de la llegada de los tradicionales "viejos", grupo compuesto por personas adultas. "La Rama" llegó a constituir la lucha de la sangre nativa en aras de conservar su pasado.

## Gastronomía
Los alimentos más comunes son el mole negro y rojo, amarillo, coloradito y chichilo; los totopos de maíz blanco o nuevo y morado; tamales y pan de elote y platillos hechos a base de mariscos.
Además de los platillos Típicos de la Región como, empanaditas, tostadas, molotes y las tlayudas, que son tortillas de gran tamaño, a las que por lo general, se les unta asiento, el cual se obtiene de la manteca del puerco, frijoles, quesillo y diferentes verduras como el repollo, aguacate y jitomate. Se acompaña también con tasajo, cecina enchilada o chorizo, y en la región del Istmo de Tehuantepec, se presenta doblada como un gran taco.
Oaxaca cuenta con una gran variedad de platillos típicos y bebidas y por supuesto, en Salina Cruz, podemos encontrarnos con varios de ellos. Comida que hacemos propia de la región como:
- Chicozapote: Fruta tropical nativa de Oaxaca, utilizada en agua, postres, o como fruta fresca.
- Chilacayote: Fruta tropical de carne fibrosa, del género de las cucurbitas y sirve para la preparación de dulces y aguas frescas.
- Champurrado: Atole de maíz mezclado con chocolate.
- Marquesote: Pan regional hecho con almidón y huevos.

## Lugares turísticos
Es considerada como uno de los destinos con más viento en el mundo. Famosa por sus huracanados vientos generados principalmente por el Efecto Venturi de dos cadenas o estribaciones montañosas en el Istmo de Tehuantepec. Esta zona es la más estrecha de México, lo cual provoca que los vientos corran del Océano Atlántico al Pacífico sin obstáculos hasta más 90 kilómetros por hora. Es por esto que Salina Cruz es ideal para el Surf. La temporada de surf en Salina Cruz se lleva a cabo generalmente a partir de mediados de marzo hasta finales de octubre; hay más de 20 puntos repartidos en un área de 32 kilómetros (20 millas) de playas.[cita requerida]. Algunos de los lugares más visitados en Salina Cruz son los siguientes.
Malecón 'Salina Cruz': Es un lugar de esparcimiento familiar con una longitud de 1.2 km. A lo largo del malecón se pueden observar áreas con juegos para niños, máquinas para hacer ejercicio, canchas deportivas, restaurantes, una pisicina pública, así como Estadio Heriberto Kehoe Vincent.
-Localización: Playa Abierta a 2 km (1.2 millas) del centro de la ciudad .
Tiempo aproximado: 5 minutos.

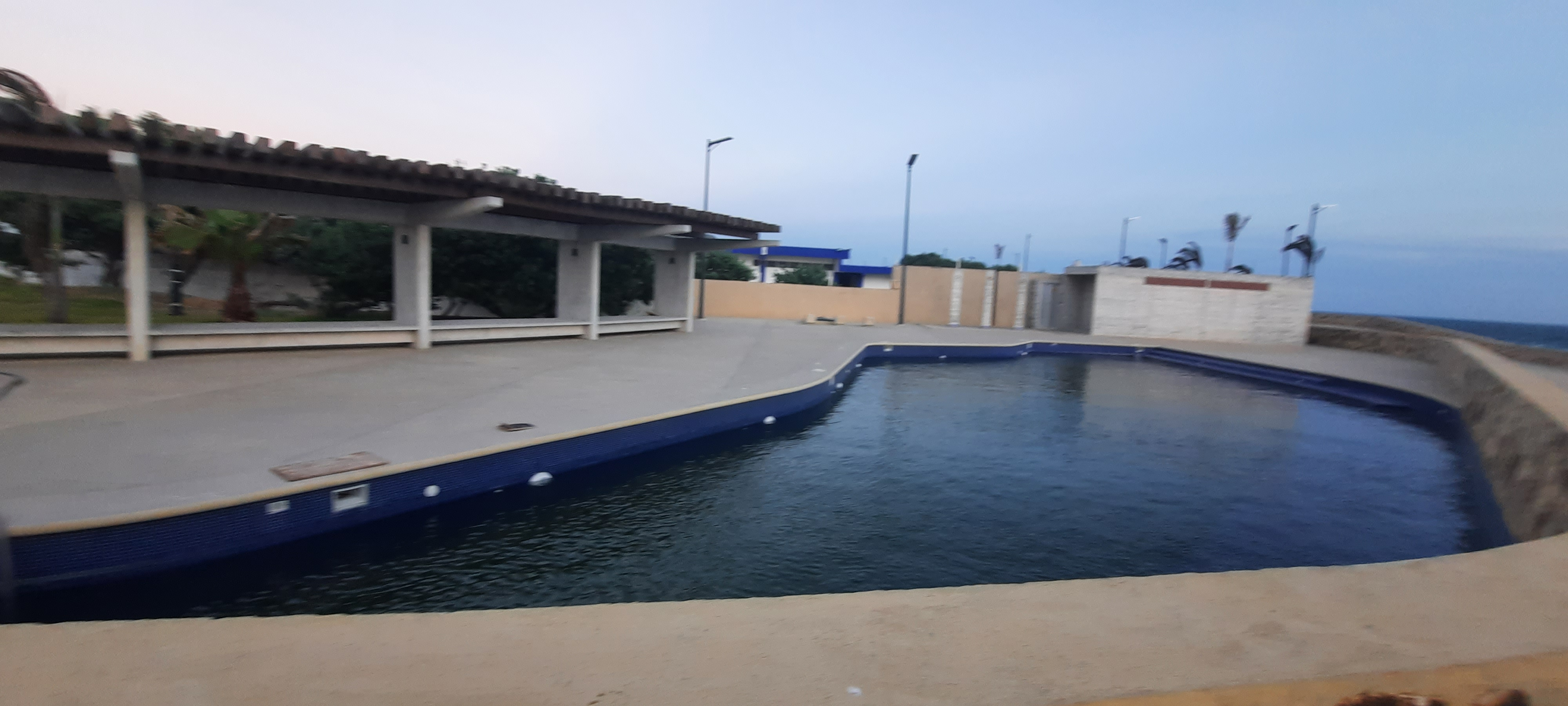
Piscina pública localizada en el Malecón 'Salina Cruz'.

Playa Azul: Es una playa de gran amplitud y tiene forma de bahía. Su pendiente es moderada, y la arena de grano fino. El agua presenta tonalidades azules; es templada y los oleajes son moderados. El sitio es sumamente tranquilo, por lo cual los lugareños la visitan los fines de semana. Hay servicio de restaurante y renta de hamacas. 
-Localización: Se encuentra a unos 12 kilómetros (7 millas) de Salina Cruz, por la Carretera Federal 200 rumbo a Huatulco. 
Tiempo aproximado: 15 minutos.
Playa Las Escolleras: Es una amplia playa en forma de bahía; tiene pendiente moderada con arena de grano medio. El agua es templada; presenta tonalidades azules y oleaje moderado. Hay servicio de restaurante y renta de lanchas. También es posible encontrar un centro recretativo con piscinas, toboganes, áreas de comida y de convivencia propiedad de Pemex y de acceso al público en general.
-Localización: Se localiza a 7 kilómetros (4.4 millas) de Salina Cruz, rumbo a Huatulco, entrando por Salinas del Marqués, 
Tiempo aproximado: 12 minutos.
Bahía La Ventosa: La Bahía es adecuada para el uso turístico. Tiene pendiente moderada y arena de grano medio. El oleaje es moderado; el agua es templada y de tonalidades azules, junto al área de playa existen varios restaurantes con especialidad de pescados y mariscos. Los pescadores del lugar realizan paseos turísticos, por la bahía, en lancha de motor.
-Localización: La bahía se encuentra a 6 kilómetros (4 millas) al sudeste del centro de la localidad de Salina Cruz.
Tiempo aproximado: 10 minutos.
Punta Conejo: Es quizás un punto perfecto y solitario con una ola larga bajo un cielo soleado. En Punta Conejo la ola rompe hacia la derecha, empezando del inicio del cerro, que de hecho, en la distancia parece un conejo. La surfeada dura casi un minuto normalmente, pero con swell dura un poco más. Es una ola suave, no hace tubos huecos pero es muy divertida. En veces es mejor caminar de vuelta al punto que nadar de regreso por la distancia que se recorre en la ola. Punta Conejo es un sitio no habitado. No hay restaurantes, hoteles ni casas en la playa.
Si se quiere surfear en este punto, se tiene que manejar de Huatulco a Salina Cruz y 10 kilómetros antes de llegar a esta ciudad, se dobla a la derecha en playa Brasil. Sea cuidadoso, hay una intrincada red de caminos de terracería sin señales para llegar a la playa. Si no se tiene un vehículo con doble tracción para la arena, tendrá que dejar su carro alrededor de 300 metros del mar y caminar sobre las dunas hasta llegar a la playa. Es un poco difícil acceder a esta playa, será una sesión muy agradable, especialmente para longboarders.
Podrá conocer la refinería Antonio Dovalí Jaime, para trasladarse posteriormente al centro de la ciudad y visitar el mercado Ignacio Zaragoza ubicado en el centro de la Ciudad; después recorrer sus calles pasando por la iglesia de la Santa Cruz, la plaza Cívica y el parque infantil Cd. de los niños, donde pasara horas de sano esparcimiento y por la tarde puede visitar el mirador de Playa Abierta, ubicado a 5 minutos del centro de la ciudad, donde apreciara el espectáculo que ofrece el oleaje de las agua del océano Pacífico y ver parte del puerto.
El faro que es una de los vigilantes silenciosos de la ciudad despliega su luz para señalar la ubicación de las escolleras, que es la entrada al antepuerto. Una ciudad llena de alegría, vida nocturna, de playas y bares. En la temporada de Semana Santa, el puerto presenta la mayor cantidad de visitantes. Tanto, que en una sola noche de fiesta playera, se han llegado a reportar hasta 10,000 personas concentradas a la orilla del mar solo por disfrutar de las noches calurosas.

## Política
El gobierno de Salina Cruz corresponde al ayuntamiento, este es electo por el principio de partidos políticos. Por lo tanto su elección es como en todos los municipios mexicanos, por sufragio directo, universal y secreto para un periodo de tres años renovables por un periodo inmediato, el periodo constitucional comienza el día 1 de enero del año siguiente a su elección. El Ayuntamiento se integra por el presidente municipal, un síndico y un cabildo formado por los regidores.
Representación legislativa
Para la elección de diputados locales al Congreso del Estado de Oaxaca y de diputados federales a la Cámara de Diputados federal, Salina Cruz se encuentra integrado en los siguientes distritos electorales:
Local:
XIX Distrito Electoral Local de Oaxaca con cabecera en Ciudad Ixtepec.
Federal:
V Distrito Electoral Federal de Oaxaca con cabecera en Salina Cruz.

## Presidentes Municipales
| N.º | Nombre                                    | Período     | Partido |
| --- | ----------------------------------------- | ----------- | ------- |
| 44° | Antonio Toledo Romero                     | 1960        |         |
| 45° | Jesús Hernández Munguía (interino)        | 1961 - 1962 |         |
| 46° | Adalberto Monjardin Ortigoza              | 1963 - 1965 |         |
| 47° | Felipe Gallegos Cruz                      | 1966 - 1968 |         |
| 48° | Máximo Toledo Jiménez                     | 1969 - 1971 |         |
| 49° | Norberto Tomás Carlock Vásquez (interino) | 1971        |         |
| 50° | Javier Petrikowski Zelaya                 | 1972 - 1974 |         |
| 51° | Horacio Sánchez González (Interino)       | 1975        |         |
| 52° | Arturo Francisco Gamboa Soto              | 1975 - 1977 |         |
| 53° | José Romero Villalobos                    | 1978 - 1980 |         |
| 54° | Alfredo López Ramos                       | 1981 - 1983 |         |
| 55° | Jorge Camacho Cabrera                     | 1984 - 1986 |         |
| 56° | Jorge Antonio López Mier                  | 1987 - 1989 |         |
| 57° | Héctor Anuar Mafud Mafud                  | 1990 - 1992 |         |
| 58° | Alfredo López Ramos                       | 1993 - 1995 |         |
| 59° | Emmanuel Roberto Toledo Medina            | 1996 - 1998 |         |
| 60° | Alejandro León Aragón                     | 1999 - 2001 |         |
| 61° | Víctor Rafael González Manríquez          | 2002 - 2004 |         |
| 62° | Edith Escobar Camacho                     | 2005 - 2007 |         |
| 63° | Héctor Becerril Morales                   | 2008 - 2010 |         |
| 64° | Gerardo García Henestroza                 | 2011 - 2013 |         |
| 65° | Gustavo Barker Meléndez (interino)        | 2013        |         |
| 66° | Rosa Nidia Villalobos González            | 2014 - 2016 |         |
| 67° | Rodolfo León Aragón                       | 2017 - 2018 |         |
| 68° | Juan Carlos Atecas Altamirano             | 2019 - 2021 |         |
| 69° | Iran López Osorio (interino)              | 2021        |         |
| 70° | Juan Carlos Atecas Altamirano             | 2021        |         |
| 71° | Daniel Méndez Sosa                        | 2022 - 2024 |         |
| 72° | Daniel Méndez Sosa                        | 2025 - 2027 |         |

## Ubicación geográfica
| Noroeste: Santo Domingo Tehuantepec | Norte: Santo Domingo Tehuantepec San Blas Atempa | Nordeste: San Blas Atempa                    |
| Oeste: Santo Domingo Tehuantepec    |                                                  | Este: San Mateo del Mar San Pedro Huilotepec |
| Suroeste: Océano Pacífico           | Sur: Océano Pacífico                             | Sureste: Océano Pacífico                     |